# Collide
Collide – szósty album zespołu Skillet wydany w 2003 roku przez wytwórnie Ardent Records. W roku 2004 album został wydany ponownie przez wytwórnie Lava Records z dodatkowym utworem "Open Wounds".

## Lista utworów
1. "Forsaken" - 4:12
2. "Savior" - 4:33
3. "Collide" - 5:38
4. "A Little More" - 4:49
5. "My Obsession" - 5:00
6. "Fingernails" - 5:06
7. "Imperfection" - 4:06
8. "Under My Skin" - 4:05
9. "Energy" - 3:56
10. "Cycle Down" - 4:00

### Wydanie drugie
1. "Forsaken" - 4:12
2. "Savior" - 4:33
3. "Open Wounds" - 3:15
4. "A Little More" - 4:49
5. "My Obsession" - 5:00
6. "Collide" - 5:38
7. "Fingernails" - 5:06
8. "Imperfection" - 4:06
9. "Under My Skin" - 4:05
10. "Energy" - 3:56
11. "Cycle Down" - 4:00

## Twórcy
- John L. Cooper – wokal
- Korey Cooper – instrumenty klawiszowe, gitara
- Lori Peters - perkusja
- Ben Kasica - gitara